# Стрыек, Томаш
Томаш Анджей Стрыек (пол. Tomasz Andrzej Stryjek, р. 14 сентября 1964 года, Варшава) – польский историк, исследователь, специалист по современной истории и историографии Восточной Европы, научный сотрудник Института политических исследований ПАН в Варшаве, адъюнкт-профессор политологии Люблинского католического университета.

## Образование и профессиональная деятельность
В 1988 году окончил исторический факультет Варшавского университета, затем аспирантуру в Школе общественных наук Академии Наук. В 1988-1995 годах работал учителем истории в VI Общеобразовательном Лицее им. Тадеуша Рейтана в Варшаве.
С 1996 работает в Институте Политических Исследований ПАН, где в 1998 г. получил степень доктора наук, тема диссертации: «Украинская национальная идея межвоенного периода. Анализ выбранных концепций», а научным руководителем — профессор Иоанна Курчевска. В 2008 году получил степень доктора наук.
Преподает, в частности политику памяти и историческую политику в международных отношениях в Collegium Civitas в Варшаве. С 2009 года работает также в Католическом Университете в Люблине, как преподаватель истории для студентов-политологов.
Является автором многих публикаций по истории стран Восточной Европы.
В 2014 получил Премию им. Ежи Гедройца как соавтор книги «Война после войны. Антисоветское подполье в Центрально-Восточной Европе в период 1944-1953».